# المجلس الوطني للبحث العلمي والتكنولوجيات
المجلس الوطني للبحث العلمي والتكنولوجيات في الجزائر هو هيئة تحت وصاية الوزير الأول تتمتع بالشخصية المعنوية والاستقلال المالي والإداري وتضم 45 عضوا يُعييون من قبل رئيس الجمهورية، كما يعين رئيس المجلس بموجب مرسوم رئاسي، وهو أداة لترقية البحث العلمي والمساعدة على صنع القرار ودعم الاقتصاد الوطني.
في 29 أغسطس 2021، قُدم مشروع تمهيدي لقانون يعدل القانون رقم 20 ـ 01 الـمؤرخ في 30 مارس 2020، الذي يحدد مهام الـمجلس الوطني للبحث العلمي والتكنولوجيات وتشكيلته وتنظيمه.

## مهام المجلس
من مهام المجلس 
- تقييم السياسة الوطنية للبحث العلمي والتطوير التكنولوجي ونتائجها
- اعداد آليات التقييم ومتابعة تنفيذها وترقية الإبداع العلمي والتقني في الوسط الجامعي وادماجه في التنمية الاجتماعية والاقتصادية، مع الحفاظ على القدرات العلمية والتقنية الوطنية وتثمينها وتعزيزها ودعم البحث العلمي والتطوير التكنولوجي للسياسات العمومية،
- تنسيق نشاطات البحث ما بين القطاعات.
- تحديد التوجهات الكبرى للسياسة الوطنية للبحث العلمي والتطوير التكنولوجي
- إبداء آراء وتوصيات، لاسيما في الخيارات الكبرى للبحث العلمي والتطوير التكنولوجي.
- يدلي المجلس برأيه في كل مسألة تتعلق بتحديد السياسة الوطنية للبحث العلمي والتطوير التكنولوجي وتنفيذها وتقييمها،
- تثمين نتائج نشاطات البحث العلمي والتطوير التكنولوجي التي يعرضها عليه رئيس الجمهورية والحكومة والهيئات العمومية.

## رئاسة المجلس
في 18 جوان 2025 قام الأمين العام لرئاسة الجمهورية بتنصيب البروفيسور مصطفى ياحي، رئيس جامعة بومرداس سابقا والأمين العام السابق لحزب التجمع الوطني الديمقراطي ، رئيسا للمجلس الوطني للبحث العلمي.
في 28 أبريل 2020، نُصب البروفيسور محمد الطاهر عبادلية، الأمين العام السابق لوزارة التعليم العالي والبحث العلمي، رئيسا للمجلس الوطني للبحث العلمي والتكنولوجيات من قبل الوزير الأول عبد العزيز جراد.

## أعضاء المجلس
في 6 ديسمبر 2021، عين الرئيس الجزائري تبون أعضاء المجلس الوطني للبحث العلمي والتكنولوجيا بموجب مرسوم رئاسي صدر في العدد 93 من الجريدة الرسمية، وهم:

### الفئة الأولى
اثنا عشر (12) عضوا من قطاعات البحث.
1. محمد الطاهر عبادلية – أستاذ كيمياء المواد، جامعة بومرداس
2. نجيب بعداش – أستاذ علوم الحاسوب جامعة هواري بومدين
3. لويزة بوعلوش مجقون – أستاذ البحوث العملياتية، جامعة عبد الرحمان ميرة (بجاية)
4. أمين بودغن سطمبولي – الهندسة الكهربائية الإلكترونية،جامعة العلوم والتكنولوجيا محمد بوضياف (وهران)
5. بلقاسم دراوي – كلية التكنولوجيا بجامعة طاهري محمد  [لغات أخرى]‏ بشار
6. رشيد حمادوش – أستاذ في علم الاجتماع الثقافي والتربية جامعة الجزائر 2
7. سمير حنشي – أستاذ ميكانيكا الموائع – المدرسة العسكرية للبوليتكنيك، الجزائر العاصمة
8. ليلى حوت – قسم الوبائيات، جامعة وهران 1
9. لطيفة كسوري – أستاذة في التربية والتعليم، جامعة باجي مختار. عنابة
10. فاطمة الزهراء لعلام – أستاذ الذكاء الاصطناعي، جامعة قاصدي مرباح، ورقلة
11. نورة منصوري – أستاذ تحكم النظم والهندسة جامعة الأخوين منتوري قسنطينة 1
12. لطيفة نقادي – أستاذ الكيمياء، جامعة تلمسان

### الفئة الثانية
اثنا عشر (12) عضوًا من ذوي الإمكانات الفنية في البحث والتطوير
1. عمور بوحجر – مدير الأبحاث، مركز تنمية الطاقات المتجددة
2. عبد الوهاب شيكوش – مدير الدراسات الوكالة الفضائية الجزائرية
3. حسين هجرس – رئيس مكتب البحث والتطوير، وزارة الدفاع الوطني
4. محمد الشريف بنودية – أستاذ هندسة المواد، المدرسة العليا للمناجم والمعادن، عنابة
5. إيدير بيطام – أستاذ بيولوجيا بالمدرسة العليا الجزائرية للأعمال والصناعات الغذائية الزراعية، بالمدرسة العليا لعلوم الأغذية والصناعات الغذائية الزراعية، الجزائر العاصمة
6. يوسف رمرام – أستاذ الإلكترونيات، جامعة هواري بومدين
7. عبد السلام صغور – مركز البحث النووي بالجزائر
8. نسيم سغواني – مدير البحوث في علم الفلك والفيزياء الفلكية بمركز الدراسات والخدمات التكنولوجية لصناعة مواد البناء
9. عبد القادر قليز – المدرسة العليا للتجارة القليعة
10. وسيمة لخضاري – باحث مشارك أ في الهندسة الزراعية بالمعهد الوطني الجزائري للبحث الزراعي تقرت
11. العربي شاهد – أستاذ الفيزياء بجامعة وهران 1
12. ابراهيم موحوش – أستاذ سلامة الغذاء، المدرسة الوطنية العليا للفلاحة

### الفئة الثالثة
```
ثمانية (08) أعضاء يتم اختيارهم من بين الكفاءات العلمية الوطنية المقيمين بالخارج 
```

1. محمد بوجلال – دكتوراه في الكيمياء الحيوية والبيولوجيا الجزيئية الشؤون الصحية للحرس الوطني، السعودية
2. محمد بورنان – أستاذ الفيزياء، جامعة ستوكهولم، السويد
3. بلقاسم حبة – نائب رئيس شركة Xperi Corporation، سان فرانسيسكو، الولايات المتحدة
4. مليك معزة – أستاذ في مختبرات المواد النانوية: iThemba ، جنوب إفريقيا.
5. نادية معيري مرسلي – أستاذ في المدرسة الوطنية العليا للمناجم في باريس، صوفيا أنتيبوليس، فرنسا
6. عبد الحميد ملوك – أستاذ علوم الحاسوب، بجامعة باريس الشرقية  [لغات أخرى]‏، فرنسا
7. مریم مراده – مدير معهد المناعة الدقيقة، مدرسة طب ماونت سيناي، كلية الطب، الولايات المتحدة
8. كمال يوسف تومي – أستاذ الروبوتات MIT الولايات المتحدة الأمريكية

### الفئة الرابعة
```
ستة (06) مدراء للمنشآت الاقتصادية الرئيسية
```

1. توفيق حكار - الرئيس المدير العام لسوناطراك
2. لخضر رخروخ – الرئيس المدير العام لمجموعة كوسيدار
3. فطوم أقاسم - الرئيس المدير العام لمجمع صيدال
4. شاهر بولخراص - المدير العام لمجمع سونلغاز
5. ابراهيم لزرق – الرئيس المدير العام للشركة القابضة للصناعات الغذائية أقروديف
6. خالد زرات – الرئيس المدير العام مجمع اتصالات الجزائر

### الفئة الخامسة
```
ستة (06) مدراء من القطاع الاجتماعي والاقتصادي تم اختيارهم في مجال البحث والتطوير
```

1. إبراهيم بعزيز – متخصص في الأمن السيبراني، الدرك الوطني
2. حفيظة سمهان بن شعبان – مدير مركز البحث والتطوير لمجموعة صيدال
3. أمينة بودوخة – مدير النقل الصناعي لمنتجات بيوفارم الجديدة
4. جمال ربقي – المساعدة الفنية والخبرة في المراجعة والتقييم أقروديف
5. جوهرة بلعبيد – المدير الفني للجمعية الكيميائية الجزائرية
6. عزيز داودي – الرئيس المدير العام لمجموعة سيتيم جيكا

### الفئة السادسة
```
ممثل واحد (01) للمجلس الوطني الاقتصادي والاجتماعي
```

1. محمد شهرة